# Käklösa fiskar
Käklösa fiskar (Agnatha) är en grupp fiskar som tillhör understammen ryggradsdjur. Det är en grupp som dök upp på jorden för drygt 500 miljoner år sedan, under Kambrium. De brukar kallas pansarrundmunnar och tillhör de käklösa fiskarna. Under Devonperioden för ungefär 350 miljoner år sedan konkurrerades de flesta arterna av käklösa fiskar ut. Nejonögon och pirålar är nu levande arter av käklösa fiskar. Totalt finns det endast ett femtiotal arter på jorden idag.

## Egenskaper
De viktigaste kännetecknen för Agnatha, genom vilka de avviker från Gnathostomata är att näsgången är oparig och har gemensam mynning med hypofysgången, munnen saknar verkliga käkar, gälarna är säckformiga, det inre skelettet är broskigt och att egentliga gälbågar saknas. Även extremiteter saknas, men dock finns hos en del fossila former ett främre par fenlika bihang, som dock kanske ej är homologa med fiskarnas bröstfenor.

## Klasser
- Rundmunnar - Cyclostomata, hit hör nejonögon och pirålar
- Konodonter - utdöda[3][4]
- Pansarrundmunnar, även kallade Ostracodermer - utdöda[5][6]